# サンテオレ
サンテオレは、かつて東京都杉並区の株式会社サンテオレコーポレーションが運営していた日本のファストフードチェーン。以前の店舗ブランド名は明治サンテオレであり、乳業メーカーである明治乳業（現・明治）傘下である明治サンテオレ株式会社（のちに東京明治フーズ株式会社に吸収合併）が運営していた。略称は「サンテ」。
社名・店名の「サンテオレ」は、フランス語で健康を意味する「Santé」とスペイン語で称賛の掛け声に使われる「Olé」を合わせた造語で「健康万歳」を意味する。現行ロゴマークはハンバーガーを図案化したものだが、創業時のものは現在と異なり太陽が笑っているイラストだった。

## 概要
日本の資本自由化を背景に、外資や国内企業が相次いでハンバーガー業界に進出を行った1970年代、明治乳業も1973年7月に「明治サンテオレ」第1号店を東京都調布市にオープンした。1976年11月にFC店舗1号店を東京都大田区蒲田に開店。直営店とフランチャイズ店が存在していた。
同時期には製菓・乳業系ファストフードチェーンとして、ロッテの「ロッテリア」、森永製菓の「森永LOVE」、江崎グリコの「グリコア」、雪印乳業の「スノーピア」も参入している。
その後は明治乳業の流通網を活かして、レジャー施設や商業施設を中心に店舗を展開。1989年12月20日には、新潟県の石打丸山スキー場内に初となるリゾート型(営業期間100日間程度の小規模な店舗)のFC店舗を出店。レストランに併設する形でカウンターのみ設置されていた。スキー場内にファストフード店が出店した初の事例となった。なお、実験店としてそれ以前から軽井沢店と塩沢湖レイクランド店を出店している。1995年3月に100店舗を突破し、関東地方を中心に100店舗超を展開する中堅チェーンに成長していた。100店舗目は1995年に開業した「富士急ハイランド駅前店」で、富士急行がフランチャイジーであった。
マクドナルドやロッテリアによる低価格化路線の余波を受け、一時期ハンバーガーの値引きや、国産の野菜と肉を使った新メニューの開発、新業態の「バーガーバー」のオープン、クレープやケーキ、パンケーキなどのスイーツメニューなどで対抗を試みたが、最終的には店舗が激減した。
2003年に本部である明治サンテオレ株式会社は東京明治フーズ株式会社に吸収合併された。その後はフランチャイジーの募集も行われず新店舗の開店もなかった。また残っていた既存店舗の閉店も続いた。
2006年3月、株式会社サンテオレコーポレーションが会社設立。同年に東京明治フーズからファストフード事業を譲渡された。これにより当時の明治乳業グループから離脱した。2007年6月にはサンテオレコーポレーションによる初の新店舗として、みなとみらい線日本大通り駅（2004年開業）構内に日本大通り駅店がオープンした。
明治サンテオレの本社は東京都豊島区巣鴨3丁目27-8（巣鴨店と同じ場所）に所在した。サンテオレコーポレーションの本社は東京都渋谷区代々木1丁目32番2号に置かれていたが、2016年に東京都杉並区高円寺北2丁目29番14号に移転している。
明治グループ時代は他のファストフードチェーン同様にメニューはほぼ統一されており、ハンバーガーの他に乳業メーカーの強みを生かしたソフトクリームも売りであった。その後、運営会社がサンテオレコーポレーションに変わってからは各店舗の裁量が大きくなり、店舗ごとにメニューが異なるようになる。基本のハンバーガーメニューを軸に、ケーキやパンケーキなどのスイーツ、あんみつやかき氷などの和風甘味、さらにはパスタやカレー、ラーメン、定食などの食事メニューを提供する店舗も現れた。
サンテオレコーポレーションへの事業譲渡後に開店した横浜みなとみらい地区の日本大通り駅店が2024年3月26日に閉店し、以降は東金店（千葉県東金市）が最後の1店舗となった。
2025年3月5日に東京地方裁判所から破産手続き開始決定を受け、サンテオレコーポレーションは同年7月24日に法人格が消滅している。なお、東金店はテナントとして入居する東金ショッピングセンター サンピアの関連会社である株式会社サンピアによって2025年8月現在も営業が継続されている。

## 沿革
- 1973年7月 - 東京都調布市に第1号店がオープン[3]。
- 1974年7月 - 明治サンテオレ株式会社設立[8]。
- 1976年11月 - FC1号店となる店舗を東京都大田区蒲田に出店[8]。
- 1985年3月 - 国際科学技術博覧会（つくば科学万博）に出店。
- 1989年 - 出店地域を関東地区から中京・関西地区に拡大[8]。
- 1992年 - ショッピングセンターのフードコート型店舗を出店開始[8]。
- 1995年3月 - 店舗数が100店舗を突破[3][5]。
- 2003年 - 明治サンテオレ株式会社が東京明治フーズ株式会社に吸収合併[5]。
- 2006年3月 - 株式会社サンテオレコーポレーションが会社設立[1][16]。東京明治フーズ株式会社からハンバーガー事業を譲渡され、明治グループを離脱[5]。
- 2007年6月 - サンテオレコーポレーション初の新店舗として、横浜みなとみらい地区に日本大通り駅店を開店。
- 2024年3月26日 - 日本大通り駅店が閉店となり、東金店が最後の1店舗となる。
- 2025年3月5日 - 破産手続き開始決定[4]。
- 2025年7月24日 - 法人格消滅[2]。

## 営業中の店舗
千葉県
- 東金店（東金市・北緯35度33分30.8秒 東経140度21分52.7秒）

東金ショッピングセンター サンピア1階フードコートに出店。2024年6月現在、ラーメンも扱う「サンテオレ 讃亭茶屋」業態で営業している。
クレープも扱っている。
1978年開店。

## 閉店した主な店舗一覧

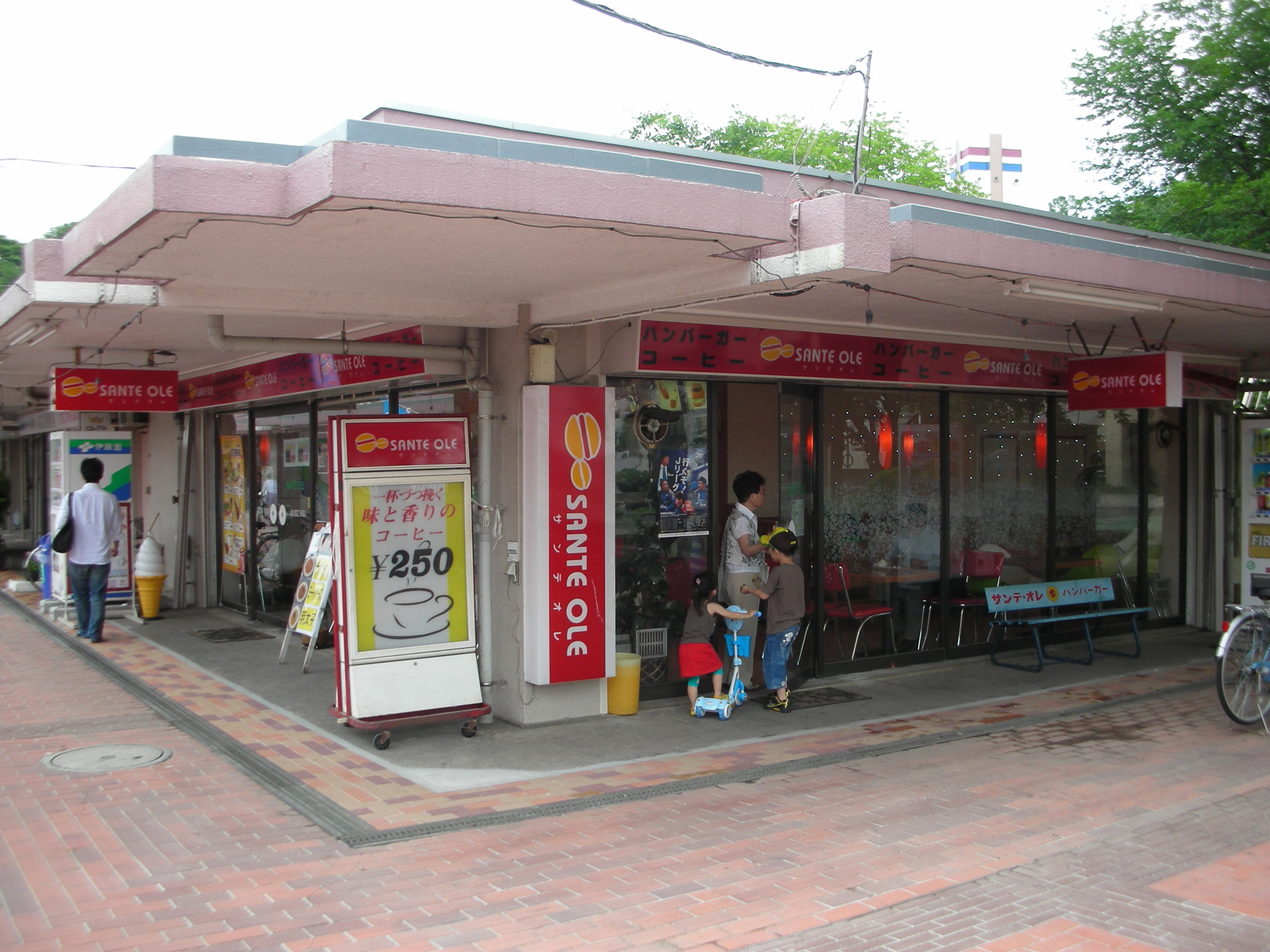
町田山崎店（2013年1月31日閉店）

### 東京都
- 巣鴨店（豊島区） - 明治サンテオレ本社が所在した。直営店。1995年7月21日開店[24]。
- 下赤塚店（板橋区） - 下赤塚駅北口。
- 竹ノ塚店（足立区） - 竹ノ塚駅東口。
- 新小岩店（葛飾区）[25]
- 小岩店（江戸川区）[25]
- 赤羽店（北区） - 赤羽駅東口。赤羽スズラン通り商店街、ダイエー赤羽店向かい。
- 東十条店（北区）[25]
- 大久保店（新宿区百人町）[25]
- 四谷三丁目店（新宿区） - 四谷三丁目駅・四谷三丁目交差点付近。
- 銀座店（中央区）[25] - 現：サンマルクカフェ 銀座みゆき通り店。
- 茗荷谷店（文京区）[25] - 現：マクドナルド茗荷谷駅前店。
- 神田店（千代田区）[25]
- 水道橋店（千代田区）[25]
- 池袋店（豊島区）- サンシャインシティ アルパ1階。現：ブルーブルーエ ジャパン サンシャインシティアルパ店。
- 富士見台店（練馬区） - 現：新宿さぼてんデリカ富士見台二丁目店。
- 江古田店（練馬区）
- 沼袋店（中野区）FC店。2006年5月17日閉店、「サンテオレカフェ」として営業していた。
- 大森店（大田区） - 1978年の大森駅北口の駅ビル「大森RaRa」の開業と同時に地下1階にテナント入居。
- 渋谷店（渋谷区）[25]
- 旗の台店（品川区）
- 武蔵小山店（品川区）[25]
- 都立大学駅前店（目黒区）
- 経堂店（世田谷区）[25]
- 祖師ヶ谷大蔵店（世田谷区）[25] - 祖師ヶ谷大蔵駅南口（現：ウルトラマン商店街）。
- ナムコ・ワンダーエッグ店（世田谷区） - 二子玉川タイムスパーク内。1992年の開園から「グリーディームーン」の名称でテナントとして出店、2000年末の閉園に伴い消滅。
- 阿佐ヶ谷店（杉並区） - 阿佐ケ谷駅前商店街「パールセンター」内。
- 亀戸店（江東区）
- 吉祥寺店（武蔵野市）
- 武蔵小金井店（小金井市） - ミネドラッグ武蔵小金井店（小金井市本町6-14-30）に譲渡後、武蔵小金井駅南口再開発により解体。
- 国分寺店（国分寺市） - 現在の北口降りて東側の大学通り（東栄会商店街）入ってすぐ、呉服のはたまん（西友の入ったビル）向かって左側のビル周辺１階にテナント出店。1980年代に閉店。
- 立川店（立川市） - 立川駅の青梅線ホーム内に出店。現在は奥多摩そばに変わり消滅。
- 仙川店（調布市）
- 調布店（調布市） - 駅前商店街の中に出店[26]。明治サンテオレ1号店。1973年9月開店[7]。
- 調布後楽園店（調布市調布ヶ丘） - FC店。マルエツ調布店（後楽園ショッピングセンター）1階。2005年9月20日閉店。クレープを扱っていた。
- 府中店（府中市） - フォーリス（伊勢丹府中店と併設）内のフードコートに出店していた。FC店。1996年4月3日開店[27]。
- 久米川店（東村山市） - 久米川駅南口。駅前広場に面した「晃正プラザビル」（東村山市栄町2-9-32）1階に出店。ビルは現存する。現：すき家久米川駅前店。
- 清瀬駅前店（清瀬市）
- 青梅駅前店（青梅市） - JR青梅駅前ロータリーの「青梅中央ビル」（青梅市本町131-23）に出店[28]。FC店。明治グループ離脱により「burger cafe SATO」として営業し、サンテオレのメニューを一部引き継いでいたが閉店。
- 青梅千ヶ瀬店（青梅市）
- 西八王子店（八王子市） - 西八王子駅北口のスーパーアルプス西八王子店に出店。
- 原町田店（町田市） - 1975年9月20日開業。小田急線新原町田駅と国鉄原町田駅の中間に第10号店として出店した[29]。
- 町田山崎店（町田市）[30] - 1970年代からあった古参店舗。町田山崎団地の商店街「山崎団地名店会」[31]に出店。パスタ、たこ焼きを扱っていた。クレープはなし。2013年1月31日閉店[32]、東京都内最後の店舗。

### 神奈川県
- 日本大通り駅店（横浜市中区） - 2007年6月に開店した、サンテオレコーポレーションによる初の新店舗。外装やメニューが異なるカフェ風の店舗。レンガ造りをイメージした日本大通り駅の駅舎に合わせたシックな外装となっており、看板のロゴも独自のものが使われていた。2024年3月26日閉店、神奈川県内最後の店舗。
- 関内マリナード店（横浜市中区） - マリナード地下街内に出店。閉店後はアイスクリーム店になった。
- 石川町店（横浜市中区）
- 藤棚店（横浜市西区）
- 戸塚店（横浜市戸塚区） - 下倉田町、ハックドラッグ戸塚店向かいに所在していた。
- 洋光台店（横浜市磯子区）
- 能見台店（横浜市金沢区） - FC店。京急能見台駅前「プラザ・アルタイル」に出店。横浜高等学校が近くにあり、松坂大輔など高校球児にも愛された[5][33][34]。2015年3月18日閉店[5][33][34][35]。パスタメニューを扱っていた[17]。
- 金沢文庫駅前店（横浜市金沢区）
- 八景島店（横浜市金沢区） - 1993年開店したFC店舗。店内はデッキ風の作りで大きな魚が天井にぶら下がっていた[36]。
- 武蔵新城店（川崎市）
- 橋本ユニー店（相模原市）
- 大和店（大和市） - 小田急江ノ島線大和駅南口（高架下）。直営店（1995年の開店時はFC店）。1995年11月15日開店[37]。大和駅の立体化工事中は仮設駅で営業していたが、相鉄大和駅の地下化工事に伴い閉店。
- 江ノ電明治サンテオレ大和店（大和市） - 大和駅前ビル1階。江ノ島電鉄によるFC店として1995年11月15日開店[38]、2007年3月23日閉店[38]。閉店後は「コーヒーショップ大和」として営業し、サンテオレのメニューを一部引き継いでいたが閉店。
- 厚木シティプラザ店（厚木市）
- 衣笠店（横須賀市）
- 三浦海岸店（三浦市）

### 埼玉県
- 大宮店（大宮駅西口）
- 北浦和店
- 岩槻店（岩槻市）
- 川越店（川越市）
- 志木店（志木市）
- 北本店（北本市）
- 菖蒲町店（南埼玉郡菖蒲町）
- 久喜店（久喜市）
- ベルク上之店（熊谷市）
- ベルク柿沼店（熊谷市）
- 深谷サングリーン店（深谷市）
- 寄居店（大里郡寄居町）
- 八潮店（八潮市） - ジャスコ八潮南店（現：イオン八潮南店）に出店。
- アリオ川口店（川口市） - 2009年7月開店。 アリオ川口「アリオモール」3階フードコートに出店。日本大通り駅店と同じ新ロゴを使用[39]。
- 吉川店（吉川市） - ショッピングセンター「コッコロ吉川」1階フードコートに出店。クレープ、パスタを扱っていた。ソフトクリームの種類が多いのが特徴[17]。2016年12月31日閉店[40]、埼玉県内最後の店舗。

### 千葉県
- 稲毛店（千葉市稲毛区）
- 湖北店（我孫子市） - スーパーファミコン内蔵テレビ「SF1」が設置されていた[6]。
- 三和プラザ店（市原市海士有木1738-1） - 小湊鉄道海士有木駅南側、国道297号沿い。
- 谷津店（習志野市）
- 大久保店（習志野市）
- 実籾店（習志野市） - 直営店舗。1996年3月6日開店[41]。
- 秋津店（習志野市） - VIVA50内。VIVA50自体は2002年頃に取り壊されたが、それ以前にサンテオレは閉店している。
- 茂原店（茂原市）
- 四街道店（四街道市）
- 浦安店（浦安市） - 旧パークスクエアー内
- 新浦安店（浦安市） - ショッパーズプラザ新浦安に出店。
- 旭店（旭市） - ショッピングセンター サンモールに出店。
- 横芝店（山武郡横芝光町） - ショッピングモール サビア横芝1階に出店。サビア横芝は2016年5月31日に閉店している[42]。
- 八千代台店（八千代市） - 八千代台駅ビル「ユアエルム八千代台」3階に出店。2016年6月28日閉店[43]、サンマルクカフェユアエルム八千代台店となる[44]。
- 成東店（山武市） - MEGAドンキホーテ ラパーク成東店1階に出店[17]。2017年10月22日閉店。
- 勝田台店（八千代市） - 勝田台駅構内に出店[17]。2020年4月10日閉店[45]。その後は内装が撤去され、資材置場にもなっていたが、2021年2月17日から、ファミリーマート勝田台駅店が移転。
- 常盤平西友店（松戸市） - 西友常盤平店に出店。
- 天王台店（我孫子市）
- 小見川アピオ店（香取市）
- 姉崎店（市原市） - イトーヨードー姉崎店内に出店。

### 北関東
茨城県
- しんとねCOM店（稲敷市）
- 高萩イオン店（高萩市） - 旧：高萩サティ店。FC店。1995年7月21日開店[24]。2017年に閉店。
- 牛久駅店(牛久市)

栃木県
- 西方店（上都賀郡西方町）[46]
- 那須661ST店（那須郡那須町）
- 黒磯店（黒磯市）

群馬県
- 富岡店（富岡市） - コロク内に出店。
- 前橋店（前橋市） - JR前橋駅構内に出店。
- 高崎モントレー店（高崎市） - 高崎駅ビル「高崎モントレー」内に出店。
- 藤岡店（藤岡市） - スーパーセンターフィール内に出店。
- 大泉店（邑楽郡大泉町） - 1995年頃開店。スーパーマーケットとりせん大泉店内に出店。
- 伊勢崎店（伊勢崎市） - 2012年10月開店。 イトーヨーカドー伊勢崎店1階フードコートに出店。2021年2月21日、同イトーヨーカドーの撤退に伴い閉店。群馬県内最後の店舗であり、その時点まで国内残存3店舗の1つであった。その後メガセンタートライアル伊勢崎中央店として開店
- 新田店（新田郡新田町） - 新田町市野井にあった。FC店。1998年3月12日開店[47]。

埼玉県
- 岩槻店（岩槻市） - FC店舗。岩槻市本町にあった。1996年3月8日開店[41]。
- 小川町店（小川町） - FC店舗。小川町大塚にあった。1999年8月7日開店[48]。

### 東北
山形県
- 尾花沢店（尾花沢市） - 旧・ヤマザワ尾花沢店（1998年閉店）に出店。
- 村山店（村山市） - 旧・ヤマザワ村山店（2000年閉店）に出店。
- 寒河江店（寒河江市） - 旧・ヤマザワ寒河江店（1996年閉店）に出店。
- 天童店（天童市） - 旧・ヤマザワ天童店（2000年閉店）に出店。
- 上山店（上山市） - 旧・ヤマザワ上山店（2013年閉店）に出店。
- 赤湯店（南陽市） - 旧・ヤマザワ赤湯店（1997年閉店）に出店。

福島県
- 植田店（いわき市）
- 小高店（南相馬市小高区）
- 郡山フェスタ店（郡山市）

### 甲信越
山梨県
- 富士急雲上閣店（南都留郡鳴沢村） - 富士急行が富士山五合目で運営する施設「富士急雲上閣」に出店。日本最高標高のハンバーガー店であった。
- 富士急ハイランド駅店（南都留郡富士河口湖町） - サンテオレ100店目となった店舗。
- 富士急ハイランドレストラン400店（山梨県富士吉田市） - FC店。1995年7月15日開店[24]。
- 甲府駅前店（甲府市）
- オギノ伊勢店内（甲府市）

長野県
- 長野店（長野市） - 1978年6月、長野市権堂町にイトーヨーカドー長野店が開店したのと同時に1階フロアに出店。
- 小諸店（小諸市）
- ベルシャイン駒ヶ根店内フードコート
- 駒ヶ根西友店（駒ケ根市） - FC店。1998年4月24日開店[49]。
- ジャスコ南松本店（松本市）
- 寿店（松本市） - アップルランド寿店内に出店。
- ジャスコ上田店（上田市）
- 塩沢湖タリアセン店（北佐久郡軽井沢町） - 軽井沢タリアセン内に出店。
- 佐久野沢店（佐久市） - 佐久市野沢にあった。FC店。1999年11月18日開店[50]。
- 栂池店(北安曇郡小谷村)[51]
- 斑尾店（飯山市）[51]
- 軽井沢店（北佐久郡軽井沢町）

新潟県
- カンパーナあらい店（妙高市） - 新井PAハイウェイオアシス「道の駅あらい」に出店。
- 石打丸山スキー場（南魚沼市） - 「レストランシュプール」内に出店。
- 村上店（村上市） - イオン村上東店併設のショッピングセンター「村上プラザ」に出店[52]。
- 十日町シルクモール店（十日町市） - 原信十日町店を各店舗とする「十日町シルクモール」に出店。
- 上越アコーレ店（上越市） - 上越ショッピングセンター アコーレ1階フードコートに出店[6][53][54]。FC店舗[55]。「サンテのカフェ飯」としてカレーや定食を扱い、オリジナルメニューの「冷やしカレー」があった[6]。1996年3月18日開店[55]。2020年9月30日閉店[56]。
- 苗場店（南魚沼郡湯沢町）[51]

### 北陸
富山県
- ラビア店 - 2001年頃、ショッピングセンターラビア（旧トーカマート）閉店に伴い閉店。現在の大阪屋スーパーの入口付近に存在した。利用者（付近の小中学生）による貼り紙が入口付近の窓に数多く貼られていた。
- 上市カミール店（中新川郡上市町）
- 富山パスコ店（射水市）

石川県
- 加賀の里店 (加賀市） - イオン(旧ジャスコ)加賀の里店に出店。跡地には絵画が残っている。

### 東海
愛知県
- ユーストア吉良店（幡豆郡吉良町）
- エールボウル岡崎店（岡崎市） - ボウリング場「エールボウル」に出店。サンテオレコーポレーションに移管後、「エールバーガーショップ」として営業していたが閉店。
- 東刈谷店（刈谷市）

静岡県
- 島田駅前店(島田市)
- 下田店(下田市)
- 河津店(賀茂郡河津町)
- 伊東店(伊東市)

三重県
- 熊野店（熊野市）

### 関西
京都府
- 京都山科店（京都市山科区）
- 京都山科VIA301店（京都市山科区） - 京都市山科区西野山射庭ノ上町にあった。FC店。1997年4月15日開店[57]。
- 船井郡丹波町
- 京都アバンティ店（京都市南区）
- 八条口店（京都市南区）

兵庫県
- 伊丹店（伊丹市荒牧） - 関西スーパー 荒牧店内に出店
- 宝塚店（宝塚市） - 阪急電鉄逆瀬川駅、アピア1（旧宝塚西武）地下1階。

### 四国
徳島県
- 阿南店（阿南市） - ショッピングプラザ アピカ フードコートに出店。サンテオレ閉店後は「サンテカフェ」として営業していた[58][59]。
- 小松島ルピア店（小松島市） - 小松島ショッピングプラザルピアに出店。
- アクアシティー鴨島店（吉野川市） - ショッピングセンターアクアシティーに出店。

愛媛県
- 大洲店（大洲市） - FC店。1998年3月14日開店[47]。

### 中国
広島県
- 尾道店（尾道市） - 地元資本のスーパーマーケットゆきひろが、1991年4月に開店した「MATE栗原店」内に出店。
- 五日市いずみ店（広島市佐伯区） - イズミ(現:ゆめモール)にて出店。

岡山県
- 津山店（津山市） - イズミ(現:ゆめマート)にて出店。

## メニュー
バーガー類
- ハンバーガー 1993年にソテードオニオンにブラウンソースとタルタルソースで味付けした物にリニューアルしたが[60]、それ以前はピクルスとケチャップが入っていた[61]。
- ダブルバーガー
- チーズバーガー  明治乳業が販売している「十勝とろけるチーズ」を使用している。当時の呼称は「十勝チーズバーガー」である[61]。
- ダブルチーズバーガー
- テリヤキバーガー
- ダブルテリヤキバーガー 1995年発売[62]。
- 男爵コロッケバーガー コロッケバーガーの元祖である[19]。当時は「コロッケバーガー」と呼称。
- ホットドッグ
- チーズドッグ

サイドメニュー
- フライドポテト 一時期星型だった。
- スパイスポテト 1986年に開発、元祖である[19]。「ピザ味」と「ホットチリ味」などがあったが、東金店では現在「チリガーリック」、「バター醤油」、「のり塩」のみ販売している。
- オニオンリング
- フライドチキン
- チキンテンダー

過去に存在したメニュー
- ベーコンチキンバーガー
- ベーコンオムレツバーガー
- フィッシュバーガー
- 特選海老バーガー 1996年発売[63]当時は「エビバーガー」と呼称。
- チキン竜田バーガー
- スパイシーチリバーガー
- スパイシーチリドッグ
- スパイシーチリタコス
- アップルパイ
- 知床チキンバーガー 1996年発売[63]
- デザートシェイク 1996年発売、「イチゴミルフィーユ」と「つぶつぶアズキ」の二種類があった[63]。
- アメリカンドッグ 1996年発売[63]
- チキンクラブ
- チキンテリヤキバーガー
- やわらかイカバーガー

## メディアへの登場
- 日活ロマンポルノ『後から前から』（1980年12月26日封切。監督：小原宏裕）主演の畑中葉子扮する主人公「ヨーコ」のアルバイト先。
- テレビドラマ『明日の刑事』第1話、岡田奈々のアルバイト先。
- テレビドラマ『青春ド真中!』第12話、斉藤とも子扮する女子高校生「宮本典江」のアルバイト先。
- テレビドラマ『ゆうひが丘の総理大臣』第25話、森田あけみのアルバイト先。